# 北篠崎聯絡所
北篠崎聯絡所（きたしのざきれんらくじょ）は、かつて福岡県小倉市にあった、鉄道院豊州本線の信号場である。小倉裏線と豊州本線（現・日豊本線）の分岐点に設けられた信号場で、板櫃聯絡所との間でデルタ線を構成していたが、1911年（明治44年）10月1日に小倉裏線の廃線に伴い廃止となった。

## 歴史
- 1904年（明治37年）2月12日：九州鉄道により開業。
- 1907年（明治40年）7月1日：九州鉄道国有化。
- 1911年（明治44年）10月1日：小倉裏線の廃線に伴い廃止。

## 隣の駅
鉄道院
小倉裏線
紫川聯絡所 - 北篠崎聯絡所 - 板櫃聯絡所